# 325e régiment de chars
Pour les articles homonymes, voir 325e régiment.
« 3e brigade de chars (Union soviétique) » redirige ici. Pour les autres significations, voir 3e brigade.
Le 325e régiment de chars (en ukrainien : 325-й танковий полк, abrégé 325 тп), est une unité blindée de l'Armée de terre ukrainienne. Jusqu'en 1992, le régiment dépend de l'Armée de terre soviétique, après avoir combattu pendant la Seconde Guerre mondiale sous le nom de 3e brigade de chars (en russe : 3-я танковая бригада) de l'Armée rouge.

## Histoire

### Seconde Guerre mondiale
L'unité est formée sous le nom de 3e brigade de chars fin août - début septembre 1941 à Kharkov, à partir des restes de la 37e division de chars (ru). 
À partir de décembre 1942 et jusqu'à la fin de la guerre, la brigade fait partie du 23e corps de chars (en). La 3e brigade est récompensée le 10 septembre 1943 par le titre honorifique « de Tchaplino » (en russe : Чаплинская, Tchaplinskaïa) en souvenir de la libération de cette ville ukrainienne. La brigade est décorée de l'ordre du Drapeau rouge le 14 octobre 1943.
La 3e brigade reçoit l'ordre de Koutouzov, 2e classe le 15 septembre 1944 en récompense de sa participation à la libération de Iași (offensive de Jassy-Kichinev). Elle est décorée de l'ordre de Koutouzov, 2e classe, le 14 novembre 1944 après la prise de Debrecen (bataille de Debrecen).
Elle reçoit le 5 avril 1945 le titre honorifique « de Tchaplino » (en russe : Чаплинская, Tchaplinskaïa) après la prise de la capitale hongroise. Elle est enfin décorée de l'ordre de Bogdan Khmelnitski, 2e classe, le 17 mai, pour récompenser les prises de Mosonmagyaróvár et Kremnica.

### Guerre froide
La 3e brigade de chars est transformée le 24 juillet 1945 en 3e régiment de chars (no  d'unité 61841) tandis que le 23e corps devient la 23e division de chars à Ovroutch.
En 1957, le régiment est renuméroté 325e régiment de chars et passe à la 30e division de chars de la Garde à Novograd-Volynski (ville renommée en 2022 Zviahel),. En 1990, le régiment compte 67 T-72, 8 BMP-2, 2 BRM-1K, 2 BTR-70, 4 mortiers PM-38 (en), 2 RKhM (véhicules de défense nucléaire, radiologique, biologique et chimique), 1 MTP (véhicule de dépannage), 3 R-145BM (version de commandement du BTR-60) et 3 MTU-20.

### Unité ukrainienne
En 1992, la 30e division de chars de la Garde prête allégeance à l'Ukraine. Le 325e régiment de chars est dissous en 2003, quand la 30e division est réduite à une seule brigade avant d'être renommée l'année suivante 30e brigade mécanisée.